# Національна дорога 74 (Польща)

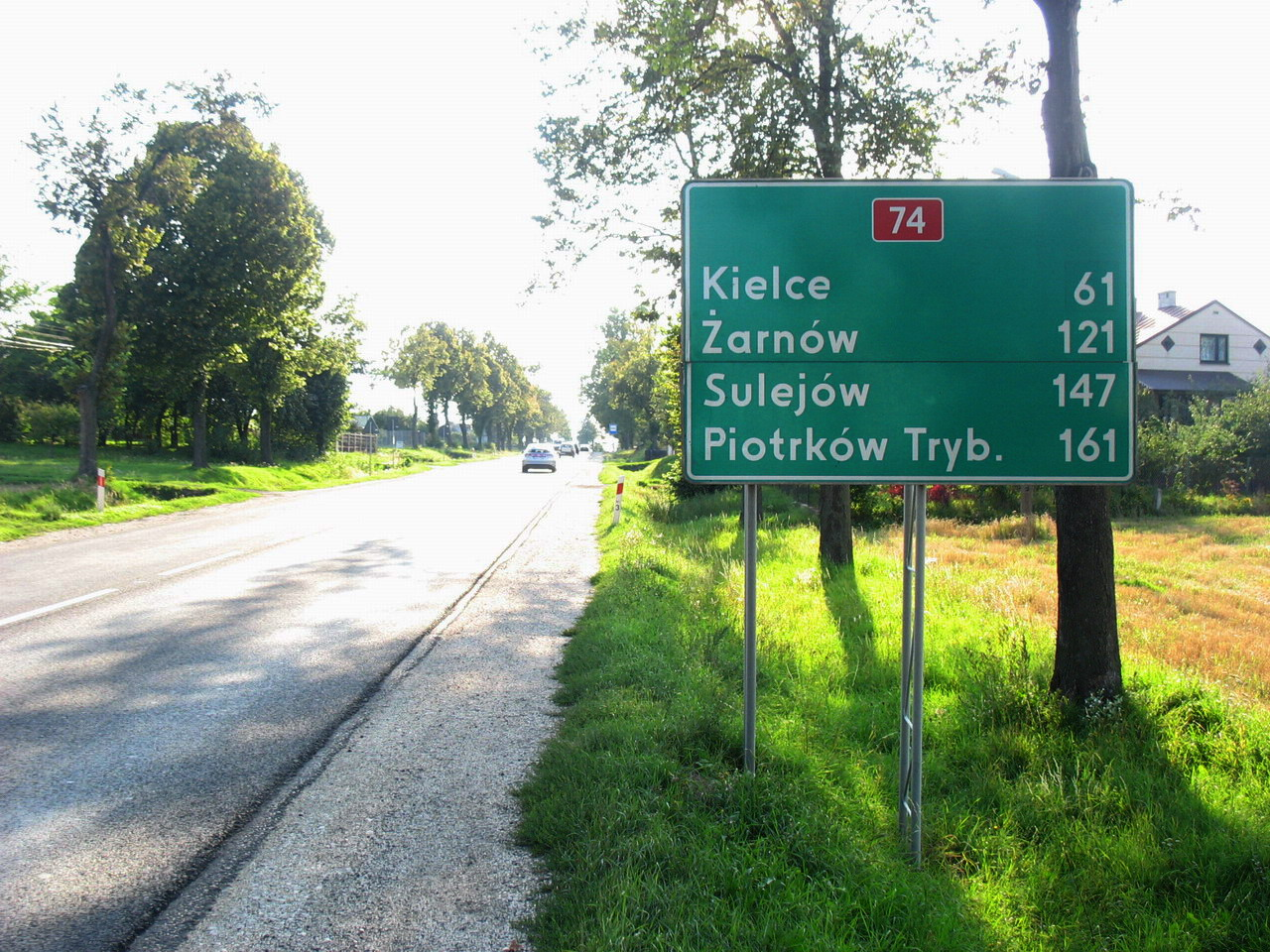
DK74, виїзд з Опатова в сторону Кельце

Національна дорога 74 (пол. Droga krajowa nr 74, DK74) — дорога класу S і GP що сполучає розв'язку Велюнь на швидкісній трасі S8, Кельці з Замостям і прикордонний перехід з Україною в Зосині. Пролягає із заходу на схід, більшість ділянок має одну дорогу. Її довжина становить близько 514 км. Поблизу міста Медзяна Ґура фрагмент національної дороги № 74 використовується як ділянка гоночної траси в Кельці.

## Допустиме навантаження на вісь
З 13 березня 2021 року на дорогах дозволено рух транспортних засобів з навантаженням на одну ведучу вісь до 11,5 тонн.

## Важливі міста, розташовані вздовж маршруту 74
- Валіхнови (S8)
- Велюнь (DK43, DK45) — об'їздна дорога
- Осякув
- Щерцув — об'їздна дорога
- Белхатув — об'їздна дорога
- Пйотркув-Трибунальський (A1, S8, DK12, DK91) — три об'їзні: A1 /DK74, S8 /DK74 та S8 / DK12 /DK74/ DK91
- Сулеюв (DK12)
- Руда-Маленецька (DK42)
- Кельці (S7, S74, DK73)
- Цедзина (S74) — S74 об'їздна (частково)
- Лаґув
- Опатів (DK9) — об'їзна дорога в стадії будівництва (S74)
- Вишмонтув (DK79)
- Аннополь
- Красник (S19) — об'їздна
- Янів-Любельський (S19) — об'їздна, запланований у рамках програми 100 об'їздів
- Фрамполь — кільцева дорога
- Щебрешин — об'їздна, запланований у рамках програми «100 об'їздів».
- Замостя (DK17) — Гетьманська обійстя
- Грубешів — кільцева дорога
- Зосин — кордон з Україною

## Історія

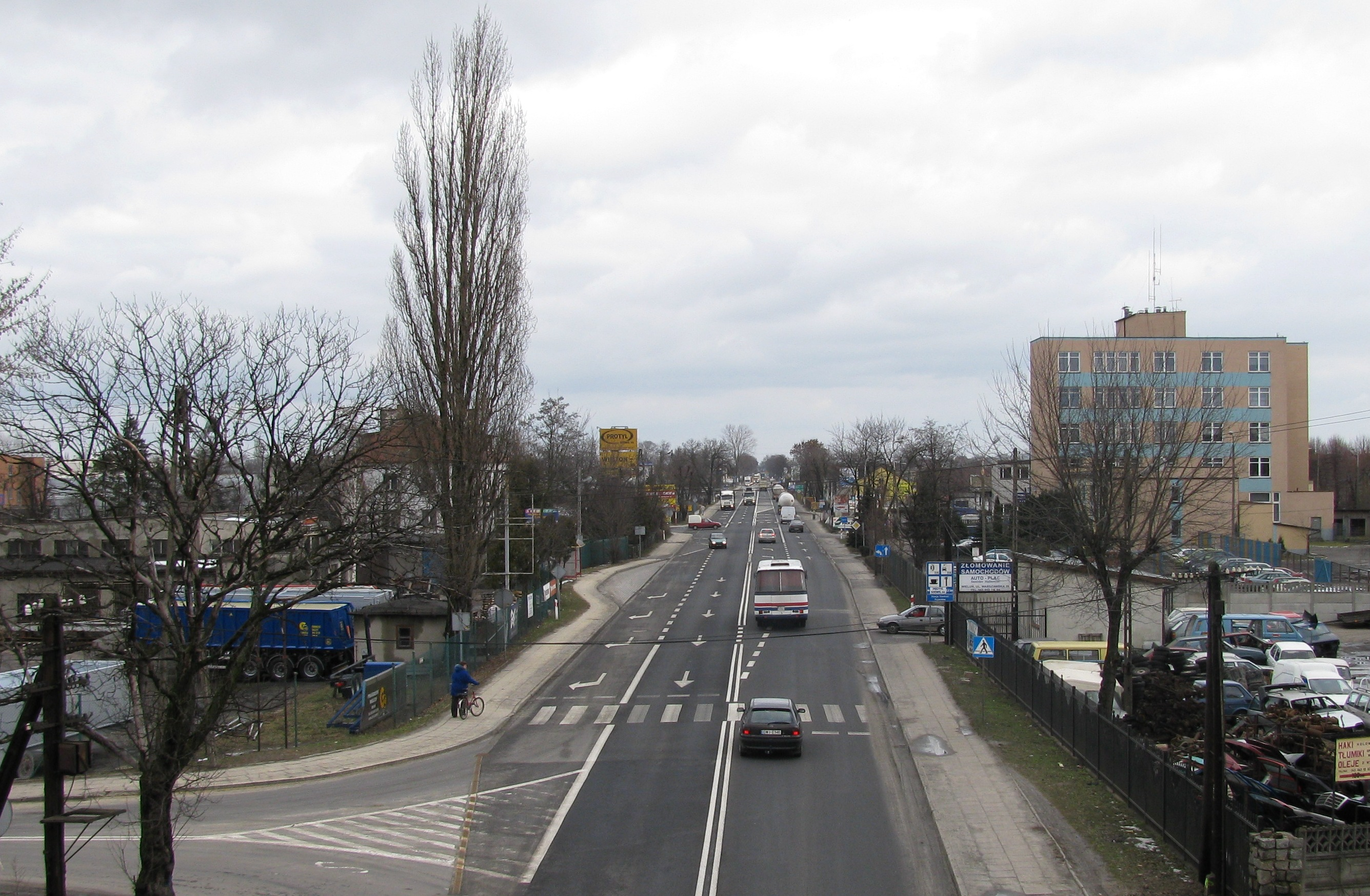
Виїзд із Велюня в напрямку Белхатова та Пйотркова-Трибунальського — колишня частина DK 74, раніше DK 8.

До 1980-х років траса на ділянці Кельці — Красник була позначена як дорога державного значення № 126. Однак після зміни нумерації доріг тодішній маршрут DK74 пролягав від Сулейова до Красника. До 2000 року шлях між Яновом-Любельським і Фрамполем мав маркування DK86. Лише тоді DK74 було продовжено до східного кордону. До 2000 року траса на східній ділянці, що залишилася, не мала статусу державної дороги. До 2003 року ділянка DK74 від Фрамполя до Щебрешина була місцевою дорогою, і рух транспорту здійснювався через Білгорай і Звежинець провінційними дорогами DW835 і DW858. Наразі в'їзд на цю ділянку заборонено для вантажівок понад 8 тонн.
У 2007 році відкрито Ожарівську об'їзну. У травні 2009 року розпочато будівництво об'їзної дороги Красник по дорозі DK74, яка була здана в експлуатацію 9 листопада 2010 року. Кільцева дорога оминає центр міста з півдня. 17 грудня 2011 року було відкрито першу 6-кілометрову ділянку швидкісної дороги S74 від розв'язки Кельце Боцянек по вул. Свєнтокшиська, до Цедзини на схід від Кельців. З тих пір DK74 не з‘єднана разом з Солідарності та вул. Сандомирська. 10 грудня 2012 року введено в експлуатацію понад 3-кілометрову об'їзну Фрамполя з кільцевою розв'язкою на перехресті з DW835, що об'їжджає місто з півночі.
Відповідно до наказу № 62 Генерального директора національних доріг і автомагістралей від 22 грудня 2014 року про внесення змін до наказу про присвоєння номерів національним дорогам, трасу національної дороги № 74 було подовжено від Сулейова через Пйотркув-Трибунальський, Белхатув, Велюнь до розв'язки «Велюнь» зі швидкісною дорогою S8 у Валіхновах. Таким чином, DK74 було подовжено на 120 км. На ділянці Сулеюв — Пйотркув-Трибунальський DK74 має спільний маршрут із національною дорогою № 12. На ділянці Пйотркув Трибунальский — розв'язка «Велюнь» DK74 прокладено по старій трасі національної дороги № 8, яка також змінила свій маршрут після завершення S8 у Лодзькому воєводстві та на підставі того самого розпорядження. Розпорядження набрало чинності з моменту оголошення 23 грудня 2014 року.
7 червня 2013 року внаслідок розмивання мосту підйомними водами Каконянки у Волі Яховій ділянку національної дороги № 74 між Волею Яховою та Лаґовом було закрито до подальшого розпорядження. Об'єкт закрили та після проведення необхідних випробувань та посилення умовно допустили до експлуатації лише транспортні засоби вагою до 3,5 тонни, решту автомобілів відвели. У грудні 2013 року тимчасовий міст відкрили для руху транспортних засобів. Того ж року було оголошено тендер на інвестиції, які передбачали проектування та будівництво нового мосту у Волі-Яховій та знесення тимчасової споруди. У першій половині 2014 року було створено проект нового мосту на державній дорозі № 74. Вперше новим мостом водії могли проїхати в листопаді 2014 року, але потрібен був поперемінний рух. З грудня 2014 року по новому мосту можна проїхати без таких труднощів. Підрядник лише залишив обмеження швидкості для забезпечення безпеки під час демонтажних робіт на тимчасовій споруді .
21 жовтня 2015 року введено в експлуатацію понад 9-кілометрову об'їзну Грубешева.
23 грудня 2016 року введено в експлуатацію майже одинадцятикілометрову об'їзну Белхатова. Завершена вона була на чотири місяці раніше встановленого контрактом терміну. Вздовж об'їзної дороги побудовано чотири безколійні розв'язки. 30 березня 2017 року введено в експлуатацію Велуньську об'їзну протяжністю 13,2 км. На новій ділянці дороги збудовано три безколійні розв'язки: на з'єднанні зі старим руслом національної дороги № 74 та на перетині об'їзної з національною дорогою № 45. Прохання мешканців Масловиць, які просили четверту розв'язку на перехресті об'їзної дороги з воєводською дорогою № 481, не було виконано. У 2005 році було заявлено, що дорога матиме дві проїжджі частини з двома смугами руху кожна, але з економічних міркувань проект був скорочений і дорогу звужено до однієї дороги з трьома смугами (система 2+1), в результаті чого ширина дороги зовні розв'язки 12 метрів. Вздовж кільцевої дороги побудовано 20 мостових споруд (віадуків і мостів) і один екодук для диких тварин.